# ZU-23-2
ZU-23-2, (rusko ЗУ-23-2, GRAU oznaka:2A13), tudi samo ZU-23 je sovjetski 2-cevni 23mm vlečni protiletalski top, ki so ga razvili v 1950ih.  ZU je okrajšava za" Зенитная Установка" - protiletalska naprava- Rusi označujejo protiletalske topove kot "zenitne".
Top je bil namenen uničevanju nizkoletečih tarč do razdalje 2,5 kilometrov, lahko se je uporabljal tudi proti oklepnim vozilom. Zgradili so okrog 140 tisoč ZU-23-2.